# Chinatown (álbum)
Chinatown es el décimo álbum de estudio de la banda irlandesa de hard rock Thin Lizzy, lanzado en 1980 a través de Vertigo Records en el Reino Unido y Warner Bros. Records en los Estados Unidos. 
Es el primer disco de la banda en contar con Snowy White, quien también colaboró en el siguiente álbum y giró con la banda entre 1980 y 1982; reemplazó a Gary Moore como guitarrista de la banda. White había trabajado con anterioridad con Cliff Richard, Peter Green y Pink Floyd. Chinatown cuenta también con Darren Wharton a sus diecisiete años como teclista, convirtiéndose al año siguiente en miembro permanente del grupo.

## Lista de canciones
1. «We Will Be Strong» (Lynott) – 5:11
2. «Chinatown» (Downey, Gorham, Lynott, White) – 4:43
3. «Sweetheart» (Lynott) – 3:29
4. «Sugar Blues» (Downey, Gorham, Lynott, White) – 4:22
5. «Killer on the Loose» (Lynott) – 3:55
6. «Having a Good Time» (Lynott, White) – 4:38
7. «Genocide (The Killing of the Buffalo)» (Lynott) - 5:06
8. «Didn't I» (Lynott) – 4:28
9. «Hey You» (Downey, Lynott) – 5:09

## Personal
- Phil Lynott - bajo, teclados, voz
- Scott Gorham - guitarra, voz
- Snowy White - guitarra, voz
- Brian Downey - batería, percusión

con
- Darren Wharton - teclados, coros
- Midge Ure - teclados, Vox órgano Vox Amplification
- Tim Hinkley - piano eléctrico